# Louis Nal
 (septembre 2009).
Améliorez-le ou discutez des points à vérifier. 
Louis Nal, né le 5 mars 1902 à Die (Drôme) et mort le 13 juin 1949 à Grenoble (Isère), est un officier français et chef des groupes francs d'Isère.

## Biographie

### Formation
Louis Nal s'engage dans l'armée après son service militaire. Nommé maréchal des logis au 184e régiment d'artillerie de Valence, il rejoint l'École d'artillerie de Poitiers en 1932. En 1934, il rejoint le 2e régiment d'artillerie de Grenoble avec le grade de sous-lieutenant.

### Campagnes de France et de Belgique
Alors qu'il participe aux différentes campagnes avec son régiment, le 30e régiment d'artillerie divisionnaire, il est nommé capitaine au front le 31 décembre 1939.
Il est l'instigateur d'un coup de main qui se fera appeler « La geste de Sambreton », lequel lui vaudra une  citation à l'ordre de l'armée.
Il est fait prisonnier, mais à la suite d'une tuberculose contractée lors de son séjour dans un Oflag en Silésie, il est rapatrié à Grenoble.

### Résistance
Du fait de son rapatriement sanitaire, il est affecté au parc d'artillerie sous les ordres du commandant Henri Delaye.
Il organise dès 1942 un réseau de résistance, sous l'égide de l'ORA - Camouflage du matériel ou CDM. 
Sous le pseudonyme « Brunet », il commande l'ensemble des groupes francs du département de l'Isère, et est chef d’état-major de l'Armée secrète pour le département. Son adjoint est Aimé Requet dit « Mémé » (1906-1997).

### Libération
À la Libération, il devient le responsable des forces de police en Isère. Il sera aussi conseiller municipal de Grenoble. Il meurt le 13 juin 1949, à Grenoble, des suites de la maladie contractée lors de son passage dans un Oflag de Silésie.

## Distinctions

### Décorations
- Chevalier de la Légion d'honneur
- Croix de Guerre avec trois citations à l'ordre de l'Armée
- Médaille de la Résistance.

### Commémoration
- Une rue de Grenoble porte le nom de Louis Nal et un monument existe en son honneur sur la commune de La Tronche (Isère), réalisé par Abel Chrétien (1919 - 1972) qui a signé avec le nom d'artiste de « Chrétien de Chanterel ».